# The Best Exhibition 酒井法子30thアニバーサリーベストアルバム
『The Best Exhibition 酒井法子30thアニバーサリーベストアルバム』（ザ ベスト エキシビション さかいのりこサーティースアニバーサリーベストアルバム）は、酒井法子の2枚組のベスト・アルバム。2016年9月21日発売。

## 解説
デビュー30周年を記念してファンのリクエストによって選ばれた30曲を2枚組に収録。ボーナストラックには『夢冒険』『碧いうさぎ』の中国語バージョン収録。

## 収録曲

### Disc 1
1. 男のコになりたい
2. 渚のファンタシィ
3. ノ・レ・な・いTeen-age
4. 夢冒険
5. GUANBARE
6. DON'T STOP GENKI
  - 2ndアルバム『GUANBARE/NORIKO Part II』収録曲。
7. 1億のスマイル－ PLEASE YOUR SMILE －
8. のりピー音頭
9. アクティブ・ハート
  - 3rdアルバム『Lovely Times/NORIKO Part III』収録曲。
10. HAPPY AGAIN
11. Love Letter
12. さよならを過ぎて
13. ALL RIGHT
14. ダイヤモンド☆ブルー
15. ホワイト・ガール
  - 7thアルバム『White Girl/NORIKO Part VI』収録曲。
16. 夢冒険 (中国語バージョン)  (Bonus Track)

### Disc 2
1. 微笑みを見つけた
2. イヴの卵
3. あなたに天使が見える時
4. 渚のピテカントロプス
5. あなたが満ちてゆく
6. 誘われて…
7. 碧いうさぎ
8. Here I am ～泣きたい時は泣けばいい～
9. 鏡のドレス
10. 涙色
11. 横顔
12. PURE
13. 世界中の誰よりきっと
14. 涙ひとつぶ
15. Truth〜飛べない鳥よ〜
16. 碧いうさぎ (中国語バージョン:寂寞的小碧兔)  (Bonus Track)